# إدوين غودريش
إدوين غودريش (بالإنجليزية: Edwin Goodrich)‏ هو عسكري أمريكي، ولد في 22 مارس 1843 في نيويورك في الولايات المتحدة، وتوفي في 26 نوفمبر 1910 في شيكاغو في الولايات المتحدة.